# Grândola, Vila Morena
Grândola, Vila Morena (Grândola, Villa Morena) es una canción compuesta por José Afonso que fue escogida por el Movimiento de las Fuerzas Armadas (MFA) para ser la segunda señal de la Revolución de los Claveles de Portugal. La canción hace referencia a la fraternidad entre las personas de Grândola, en el Alentejo, y había sido prohibida por el régimen salazarista como una música del partido comunista. En la madrugada del 25 de abril de 1974 la canción fue retransmitida en la Rádio Renascença, la emisora católica portuguesa, como señal para la confirmación del inicio de la revolución. Esta canción se convirtió en un símbolo de la revolución y de la democracia en Portugal.

## Historia
José "Zeca" Afonso compuso esta canción como homenaje a la "Sociedad Musical Fraternidad Operaria Grandolense" de la villa portuguesa de Grândola. El 17 de mayo de 1964 Zeca actuó en esta ciudad. Esta actuación fue importante para el artista por varios motivos. En ella conoció al guitarrista Carlos Paredes, de cuya maestría con la guitarra quedó impresionado. Por otro lado, le impresionaron también la conciencia y madurez política de los miembros de la Sociedad Musical y sus escasos pero bien aprovechados recursos, con una biblioteca, según palabras del propio Afonso, "con claros objetivos revolucionarios". 
La canción fue incluida en el álbum Cantigas de Maio, grabado en Hérouville (Francia) entre el 11 de octubre y el 4 de noviembre de 1971, que se editó en diciembre de ese año. Fue la quinta canción de ese disco, que contó con los arreglos y dirección musical de José Mário Branco. Su primera interpretación en vivo tuvo lugar en Santiago de Compostela en la provincia gallega de La Coruña en España, el 10 de mayo de 1972.

### En la revolución
El 29 de marzo de 1974, Grândola, Vila Morena fue la canción de cierre de un espectáculo de Amalia Rodrigues en el Coliseo de Lisboa. Asistieron al mismo varios militares del  Movimiento de las Fuerzas Armadas (MFA) que la escogieron como señal de arranque para la incipiente Revolución de los Claveles; se ha atribuido la elección a Otelo Saraiva de Carvalho en concreto. En ese espectáculo, la censura del régimen dictatorial de Salazar había prohibido varias canciones de José Zeca. Entre ellas estaban: Venham mais cinco ("¡Choca esos cinco!"), Menina dos olhos tristes ("Muchacha de los ojos tristes"), A morte saiu à rua ("La muerte salió a la calle") y Gastão era perfeito ("Gastón era perfecto").
Según el capitán Carlos de Almada Contreiras, la idea de utilizar canciones como señal de aviso a las tropas revolucionarias surgió luego de leer el Libro blanco del cambio de gobierno en Chile, publicado por la dictadura militar de dicho país sudamericano y en donde se intentaba justificar el golpe de Estado del 11 de septiembre de 1973 mediante la difusión de un supuesto plan de autogolpe del gobierno de Salvador Allende, denominado Plan Z; en él se presentaba un listado de canciones que supuestamente serían utilizados para indicar determinadas acciones.
En una reunión previa al golpe militar contra el Estado Novo (que a esas alturas estaba dirigido por el sucesor de Oliveira Salazar tras la muerte de éste, el profesor Marcelo Caetano), el director de las operaciones, el mayor Saraiva de Carvalho y el capitán Costa Martins acuerdan con el locutor de Emissores Associados de Lisboa João Paulo Dinis la emisión de una primera señal a las 22.55 horas del 24 de abril en dicha emisora. Se trataba de la canción "E depois do adeus", de Paulo de Carvalho, con la que Portugal se había presentado ese año al Festival de Eurovisión. Hubo dos motivos para escoger esta señal: el primero es que Emissores Associados no podía escucharse más allá de un radio reducido a Lisboa y algunas poblaciones limítrofes. El segundo es que "Grândola vila morena" no casaba con la programación musical de la emisora, lo que podría hacer sospechar a la censura del régimen. Sería Dinis además quien convencerá a Saraiva de Carvalho de utilizar "Grândola" en lugar de la primera canción que este militar tenía en mente como señal, y que era otra composición del cantautor de Aveiro: "Venham mais cinco".
De este modo, y de acuerdo con lo que expone el periodista español Julio Diego Carcedo en su obra "Fusiles y claveles", el MFA contactó con los redactores del programa cultural "Limite", de la emisora católica Rádio Renascença y que eran en buena medida contrarios a la dictadura, para que en él se emitiera la canción de José Afonso. "Grândola" abriría la emisión del programa. 
Efectivamente, a las 0.20 del día 25 de abril de 1974 en Limite se emitió Grândola, Vila Morena, que era la segunda y última señal para dar comienzo al movimiento revolucionario que derrotaría a la dictadura de Salazar y daría libertad a Portugal y a su inmenso imperio colonial. Las fuerzas del ejército portugués organizadas por el MFA serían las encargadas de conseguir la libertad con el apoyo del pueblo que las cobijó con la colocación de claveles rojos en las bocas de los cañones de los tanques y los fusiles de los soldados. La primera señal fue emitida a las 22.55 del día 24 de abril y fue E depois do adeus ("Y después del adiós"), interpretada por Paulo de Carvalho.
El propio José Afonso no era, en un principio, consciente de la trascendencia que había alcanzado su composición. Él lo relata así:

Viví el 25 de Abril una especie de deslumbramiento. Fui hacia el Carmen, anduve por ahí... Estaba entusiasmado de tal modo con el fenómeno político que no me fijé bien, o no le di importancia a lo de Grândola. Sólo más tarde, cuando se produjeron los ataques fascistas del 28 de septiembre, o los del 11 de marzo, y Grândola era cantada en los momentos de más grave peligro o de mayor entusiasmo, me di cuenta de todo lo que significaba y, naturalmente, tuve una cierta satisfacción

En 1974 fue grabada por Amalia Rodrigues en el sencillo "Grândola" en cuyo reverso se encuentra la canción revolucionaria "Meu amor e marinheiro".
En 1987 fue grabada por el grupo de rock brasileño 365 en el LP Mix de música São Paulo, que ocupó la séptima canción con el título de "Vila morena".

### En la actualidad
En las protestas de septiembre de 2012, por los recortes del gobierno portugués de Pedro Passos Coelho, los manifestantes entonaron el canto de Grândola vila morena como himno de las protestas.
El 15 de febrero de 2013, cuando el primer ministro Passos Coelho empezaba su intervención en una sesión de control al gobierno, fue interrumpido por gente que conformaba el movimiento Que se lixe a Troika, integrado en la movilización de las manifestaciones del 2 de marzo. La gente, apostada en las tribunas del público de la cámara portuguesa, entonó la canción. Poco después, fue noticia en la televisión portuguesa el que los manifestantes del movimiento 15-M en España se manifestaran a los compases de la composición de "Zeca" Afonso.
En España grupos como los sevillanos Reincidentes o los vitorianos Betagarri o los  cantautores Marina Rossell y Luis Pastor (amigo personal de José Afonso) han sido algunos de los muchos músicos que por todo el mundo han versionado "Grândola".
La canción se puede escuchar en el último episodio de La casa de papel del volumen 1 de la quinta temporada interpretado por la fadista Cidália Moreira y por los cantantes Cecilia Krull y Pablo Alborán.